# Hermagoras foliopeda
Hermagoras foliopeda är en insektsart som först beskrevs av Olivier 1792.  Hermagoras foliopeda ingår i släktet Hermagoras och familjen Phasmatidae.

## Underarter
Arten delas in i följande underarter:
- H. f. foliopeda
- H. f. celebensis